# Euplexia albicincta
Euplexia albicincta är en fjärilsart som beskrevs av Rudolf Pinker 1965. Euplexia albicincta ingår i släktet Euplexia och familjen nattflyn. Inga underarter finns listade i Catalogue of Life.